# Quảng Hiệp
Quảng Hiệp là một xã thuộc huyện Cư M'gar, tỉnh Đắk Lắk. Xã có 12 đơn vị hành chính cấp thôn, gồm: Hiệp Hưng, Hiệp Thắng, Hiệp Nhất, Hiệp Hòa, Hiệp Lợi, Hiệp Thịnh, Hiệp Thành, Hiệp Tiến, Hiệp Bình, Hiệp..., Có đập thủy lợi Buôn Thung, kinh tế cây cà phê, cây điều, tiêu... Chợ lớn nhất xã đó là chợ Buôn Chua (trước đây là Buôn Cua) của người đồng bào ít người.